# Léon Vallas
Pour les articles homonymes, voir Vallas.
Léon Vallas, né à Roanne en 17 mai 1879 et mort à Lyon le 9 mai 1956, est un musicologue français.

## Biographie
Orphelin à 8 ans, il fréquente l'Institution Sainte-Marie de Saint-Chamond, tenue par les maristes, passe son baccalauréat et entreprend des études de médecine à Lyon, études qu'il abandonnera. En 1908, il soutient une thèse de musicologie sur La Musique à l’Académie de Lyon au XVIIIe siècle.
Collaborateur de Vincent d'Indy, en 1902 il devient critique au Tout Lyon, avant de fonder en 1903, La Revue musicale de Lyon qui deviendra la Revue française de musique puis Nouvelle revue musicale. Il est impliqué dans la création de la Société des grands concerts en 1905, avec le compositeur Georges Martin Witkowski, et dans la construction de la Salle Rameau en 1908.
Médecin pendant la Première guerre mondiale, il revient à la musique, en soutenant en 1919 un doctorat d'État sur Un siècle de musique et de théâtre à Lyon (1688-1789). Après quoi, il rejoint le Progrès de Lyon où il est critique musical pendant 35 ans.
En 1925, il fonde à Paris les Conférences de la musique vivante et donne des cours à la Sorbonne. De 1929 à 1935, il donne des conférences dans le monde entier pour l'Alliance française, ce qui lui vaut de devenir chevalier de la Légion d'honneur en 1934.
Il est élu président de la Société française de musicologie en 1937, jusqu'en 1943, et membre de l'Académie des sciences, belles-lettres et arts de Lyon en 1947. Il postule deux fois (1924 et 1941), en vain, à la direction du conservatoire de musique de Lyon.
Il épouse la pianiste et cantatrice Paule de Lestang en 1936, et réside ensuite, jusqu'à sa mort, au 286, rue Vendôme, à Lyon.
Ses biographies de Franck, Debussy et D'Indy, constituent l'essentiel de son œuvre d'historien.

## Publications
- La Musique à l'Académie de Lyon au dix-huitième siècle, Lyon, éditions de la Revue musicale de Lyon, 1908 (lire en ligne)
- Le Théâtre et la Ville : 1694-1712, Lyon, Cumin et Masson, 1919
- Debussy (1862-1918), Paris, Plon, 1926
- Un siècle de musique et de théâtre à Lyon (1688-1789), Lyon, Masson, 1932
- Les idées de Claude Debussy, musicien français, Paris, éd. musicales de la Librairie de France, 1927 (traduit en anglais par Maire O'Brien, Oxford, University Press, 1929)
- Claude Debussy et son temps, 1932 (rééd. 1958, Albin Michel, 441 p.; traduit en allemand, München, Nymphenburger Verlags-Handlung, 1961)
- Achille-Claude Debussy, Paris, Presses universitaires de France, 1944, 268 p. (rééd. 1949)
- Vincent d'Indy, Paris, Albin Michel, 2 vol. (1. La Jeunesse, 1851-1886, 1946 ; 2. La Maturité, la Vieillesse, 1886-1931, 1949)
- La Véritable Histoire de César Franck, 1955
- Journal d’un critique musical lyonnais (1907-1940), Lyon, éd. Symétrie, 2018, 292 p. (ISBN 978-2-36485-052-1)[5].